# 善通寺市
善通寺市（ぜんつうじし）は、香川県の中讃にある市。香川県の市の中では唯一海に面していない市である。

## 概要
空海が父・佐伯善通を供養するために創建した善通寺の門前町である。四国八十八箇所の霊場が多く点在し、松山市の8霊場、今治市や西条市の6霊場に次ぐ5霊場を持つ。
1896年（明治28年）には大日本帝国陸軍の第11師団が置かれ、四国最大の基地を持つ軍都でもあった。跡地の一部に陸上自衛隊の旅団司令部や駐屯地が配置されている。太平洋戦争後には基地の跡地の一部に国立施設が立地したほか、善通寺市役所や四国学院大学が立地するなど、公共性の高い施設の用地に転用された。
四角スイカが有名である。気候は瀬戸内海式気候に属する。

## 地理

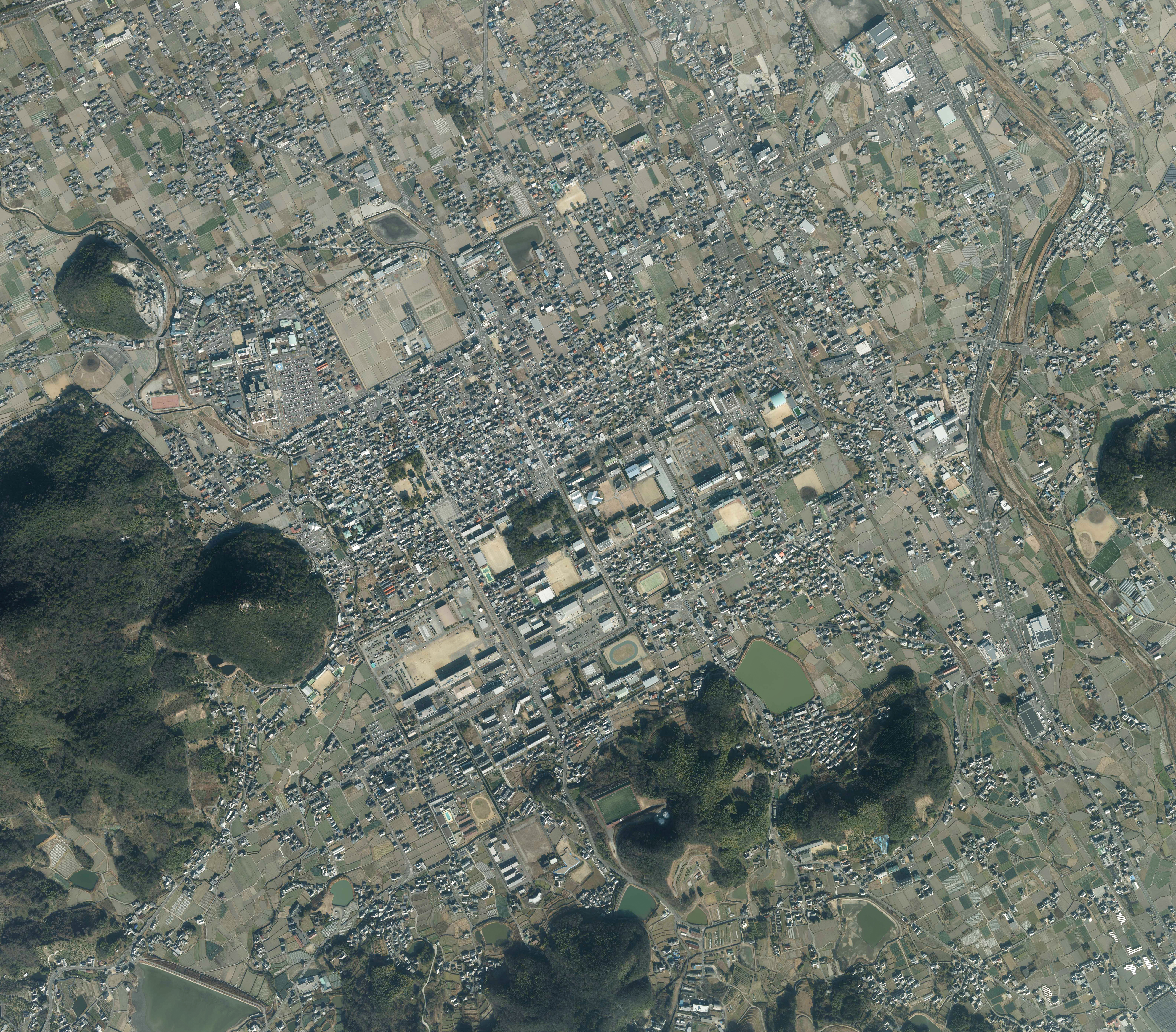
善通寺市中心部周辺の空中写真。
2021年1月21日撮影の3枚を合成作成。。

- 山（善通寺五岳）：火上山409m、中山439m、我拝師山489m、筆ノ山296m、香色山157m
- 山：大麻山616m、天霧山382m、如意山158m、鶴ケ峰130m、磨臼山119m
- 河川：金倉川、弘田川
- 湖沼池：買田池、吉原大池、大池

### 人口
| |                                          |  |
| 善通寺市と全国の年齢別人口分布（2005年） | 善通寺市の年齢・男女別人口分布（2005年） |  |
| ■紫色 ― 善通寺市 ■緑色 ― 日本全国 | ■青色 ― 男性 ■赤色 ― 女性                |  |
| 善通寺市（に相当する地域）の人口の推移 \| 1970年（昭和45年） \| 35,254人 \| \| \| 1975年（昭和50年） \| 38,106人 \| \| \| 1980年（昭和55年） \| 38,080人 \| \| \| 1985年（昭和60年） \| 38,630人 \| \| \| 1990年（平成2年） \| 38,423人 \| \| \| 1995年（平成7年） \| 37,361人 \| \| \| 2000年（平成12年） \| 36,413人 \| \| \| 2005年（平成17年） \| 35,495人 \| \| \| 2010年（平成22年） \| 33,817人 \| \| \| 2015年（平成27年） \| 32,927人 \| \| \| 2020年（令和2年） \| 31,631人 \| \| |                                          |  |
| 総務省統計局 国勢調査より |                                          |  |
| 1970年（昭和45年） | 35,254人                                 |  |
| 1975年（昭和50年） | 38,106人                                 |  |
| 1980年（昭和55年） | 38,080人                                 |  |
| 1985年（昭和60年） | 38,630人                                 |  |
| 1990年（平成2年） | 38,423人                                 |  |
| 1995年（平成7年） | 37,361人                                 |  |
| 2000年（平成12年） | 36,413人                                 |  |
| 2005年（平成17年） | 35,495人                                 |  |
| 2010年（平成22年） | 33,817人                                 |  |
| 2015年（平成27年） | 32,927人                                 |  |
| 2020年（令和2年） | 31,631人                                 |  |

## 歴史
- 古くは仲村と呼ばれていた。

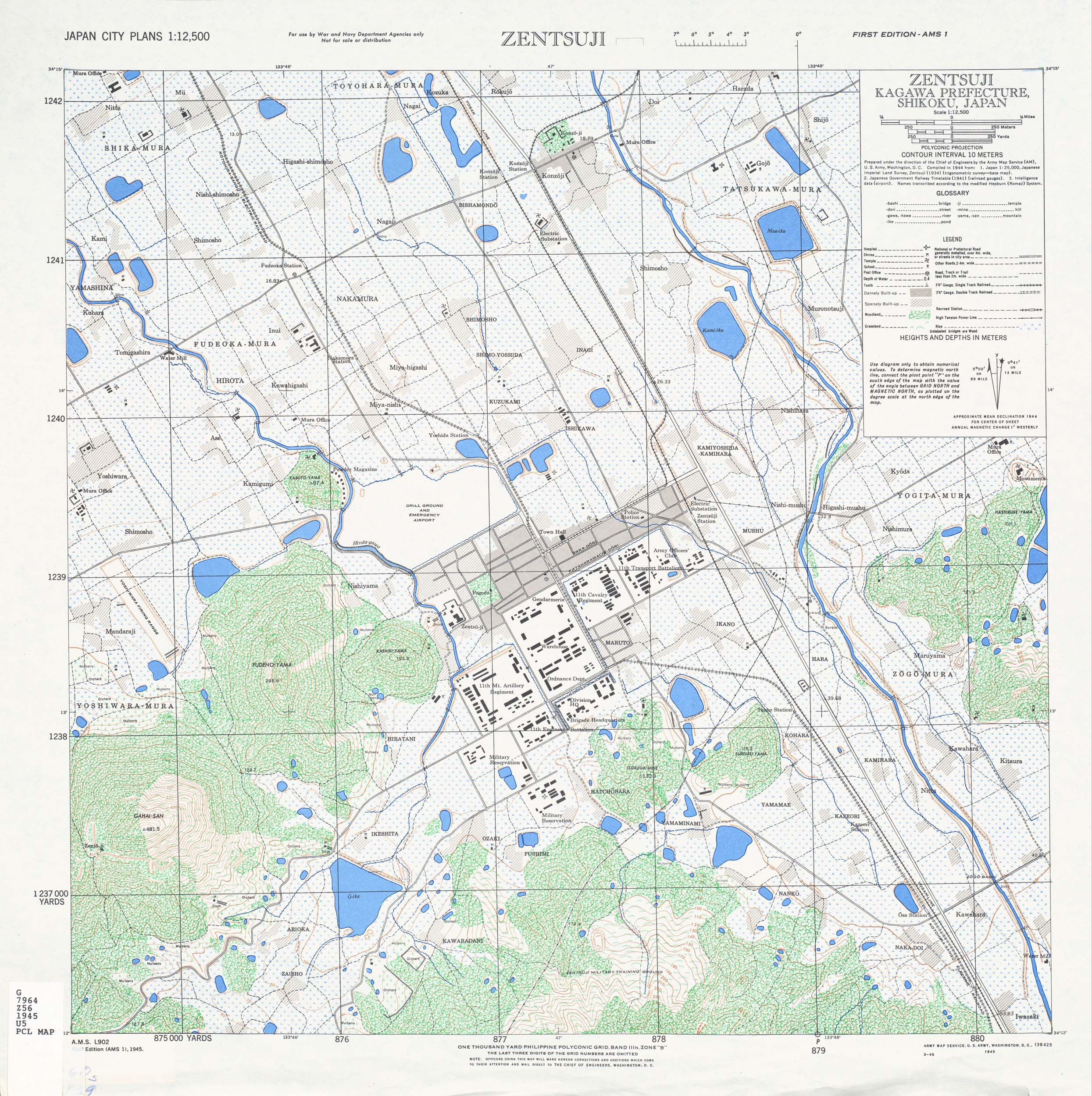
1945年頃の善通寺町地図

- 空海が建立した寺の名（善通寺）からその寺が建つ地も善通寺と呼ばれるようになった。空海はもともとこの地の出身であり、善通というのは彼の父親の法名である。
- 市内には戦国時代、西讃地域を支配していた香川氏の居城天霧城がある。ただし居館は多度津町にあった。
- 善通寺市の大部分は旧丸亀藩領である。ただし金蔵寺、原田、木徳、与北は旧高松藩領、碑殿は旧多度津藩領。また善通寺社領も存在した
- 明治時代、陸軍の駐屯地が置かれた。

### 沿革
- 1954年（昭和29年）3月31日 - 仲多度郡善通寺町、与北村、吉原村、筆岡村、竜川村が合併し、善通寺市が誕生。
- 1954年（昭和29年）10月4日 - 市章を制定する。[4]
- 1955年（昭和30年）3月10日 - 竜川地区の原田町三分一、原田町下所及び金蔵寺町の一部が丸亀市へ編入され、善通寺市から離脱。
- 1958年（昭和33年）3月31日 - 仲多度郡象郷村大字下櫛梨の一部を編入。（櫛梨町）
- 1963年（昭和38年） - 市の花、市の木を制定。
- 2002年（平成14年） - 「善通寺地区まちづくり総合支援事業」で、平成14年度手づくり郷土賞（地域整備部門）受賞。

## 行政

### 歴代市長
- 初代 三好泰三（任期：1954年6月15日 - 1962年5月9日、計2期8年就任）
- 2代 森村龍彦（任期：1962年5月10日 - 1966年5月9日、計1期4年就任）
- 3代 平尾勘市（任期：1966年5月10日 - 1990年5月9日、計6期24年就任）
- 4代 真鍋勝（任期：1990年5月10日 - 1994年5月9日、計1期4年就任）
- 5代 宮下裕（任期：1994年5月10日 - 2010年5月9日、計4期16年就任）
- 6代 平岡政典（任期：2010年5月10日 - 2022年5月9日、計3期12年就任、元善通寺市副市長）
- 7代 辻村修（任期：2022年5月10日 - 現職）[5]

### 善通寺市議会
市会議員
- 定数 16人

### 衆議院
- 任期 ： 2021年（令和3年）10月31日 - 2025年（令和7年）10月30日（「第49回衆議院議員総選挙」参照）

| 選挙区                                                                    | 議員名     | 党派名     | 当選回数 | 備考   |
| ------------------------------------------------------------------------- | ---------- | ---------- | -------- | ------ |
| 香川県第3区（善通寺市、丸亀市（旧丸亀市域）、三豊市、観音寺市、仲多度郡） | 大野敬太郎 | 自由民主党 | 4        | 選挙区 |

### 姉妹都市・提携都市
日本国内
- 平戸市（長崎県）
  - 1985年（昭和60年）7月3日姉妹都市提携
- 高野町（和歌山県）
  - 1990年（平成2年）7月27日歴史友好都市提携

日本国外
- エルドラード市（英語版）（アメリカ アーカンソー州）
  - 1964年（昭和39年）9月30日姉妹都市提携

## 地域

### 善通寺地区
善通寺村と呼ばれていた地域。古くは多度郡仲村郷に属していた。
善通寺町（ぜんつうじちょう）
旧名は多度郡仲村郷善通寺村。西部小学校、75番札所総本山善通寺がある。
北は中村と弘田、南は大麻と三豊市の下麻、西は三豊市の下高瀬、東は生野と上吉田に接している。
文京町（ぶんきょうちょう）
南町（みなみまち）
仙遊町（せんゆうちょう）

### 麻野・櫛梨（南部）地区
生野町、生野本町、大麻町は麻野村と呼ばれていた地域。古くは多度郡生野郷に属していた。
櫛梨町は善通寺市に編入される前は、仲多度郡象郷村の一部であった。
生野町（いかのちょう）
旧名は多度郡生野郷生野村。南部小学校がある。
生野本町（いかのほんまち）
大麻町（おおさちょう）
大麻神社がある。旧名は多度郡生野郷大麻村。
北は生野と善通寺町、南は琴平町、西は大麻山を挟んで三豊市の下麻、東は金倉川を挟んで琴平町の苗田と上櫛梨等に接している。
櫛梨町（くしなしちょう）
旧名、那珂郡櫛無郷下櫛無村。金倉川が流れている。

### 吉田地区
吉田村と呼ばれていた地域。上吉田、下吉田及び稲木町は、古くは多度郡良田郷に属していた村々である。
西讃府志によると、良田郷の語源は文字通り、この地域に良田が数多くあったことに由来するとのことである。
上吉田町（かみよしだちょう）
旧名、多度郡良田郷上吉田村。
下吉田町（しもよしだちょう）
旧名、多度郡良田郷下吉田村。吉田八幡神社がある。永井を含め、町内各地に出水が複数ある。
稲木町（いなぎちょう）
旧名、多度郡良田郷稲木村。東部小学校、JR金蔵寺駅がある。線路を挟んで東側のホームは金蔵寺町である。
なお、金蔵寺駅の踏切は、金蔵寺国道踏切という名称であるが、
これは、かつては踏切を東西に通る道が、国道11号線であったことに由来する。

### 与北地区
善通寺市となる前は、仲多度郡与北村と呼ばれていた地域である。
与北町（よぎたちょう）
旧名、那珂郡喜徳郷与北村。金倉川が流れている。与北小学校がある。
北は金蔵寺と木徳等、南は櫛梨とまんのう町の公文等、西は上吉田、東は丸亀市の垂水等に接している。
町の東端には旧金比羅街道（丸亀街道）が通っており、与北の茶堂等の史跡が残っている。

### 竜川地区
善通寺市となる前は、仲多度郡竜川村と呼ばれていた地域である。
旧竜川村は一度は全て善通寺市となったが、原田町、金蔵寺町の一部は、後に丸亀市へ編入されている。
高松自動車道善通寺インターチェンジは当地にある。また国道11号、319号、県道18号善通寺・府中線、及び県道25号善通寺・多度津線も通っており、交通の要衝となっている。
金蔵寺町（こんぞうじちょう）
旧名、那珂郡金倉郷金蔵寺村。善通寺IC、76番札所金倉寺がある。
町の東端を金倉川が流れている。
原田町（はらだちょう）
旧名、那珂郡喜徳郷原田村。竜川小学校がある。町の西端を金倉川が流れている。
国道319号バイパス周辺には、郊外型の商業施設等が店を並べている。
善通寺IC南側（龍川橋西交差点周辺）には、原田町の飛び地がある。
木徳町（きとくちょう）
旧名、那珂郡喜徳郷木徳村。北と西は原田、西と南は与北、東は丸亀市の三条に接している。
喜徳郷は原田、木徳、三條、與北の四村から成っていた。

### 筆岡地区
善通寺市となる前は、仲多度郡筆岡村と呼ばれていた地域である。
中村町（なかむらちょう）
旧名、多度郡仲村郷中村。筆岡小学校がある。仲村城跡等の史跡が存在している。
北は多度津町の葛原（かすわら）と三井（みい）、南は善通寺、東は上吉田と下吉田、西は弘田に接している。
弘田町（ひろたちょう）
旧名、多度郡弘田郷弘田村。74番札所甲山寺がある。弘田川が流れている。
北は多度津町の三井（みい）と山階（やましな）、南は善通寺、東は中村、西は吉原に接している。

### 吉原地区
古くは当地周辺は吉原郷と呼ばれており、善通寺市となる前は、仲多度郡吉原村と呼ばれていた地域である。
吉原町（よしわらちょう）
旧名、多度郡吉原郷吉原村。吉原小学校、72番札所曼荼羅寺、73番札所出釈迦寺がある。
西讃府志によると吉原の語源は、かつては当地周辺は海浜の村で、
植物の葦（ヨシ）が大量に茂っていたことに由来するとのことである。
故に、もともとの読み方は「よしはら」なのであろう。
碑殿町（ひどのちょう）
旧名、多度郡吉原郷碑殿村。西碑殿、東碑殿の二地域から成る。
なお西碑殿、東碑殿は天霧山を隔てて飛び地となっており、町域は繋がっていない。

## 国の施設
- 裁判所 - 善通寺簡易裁判所

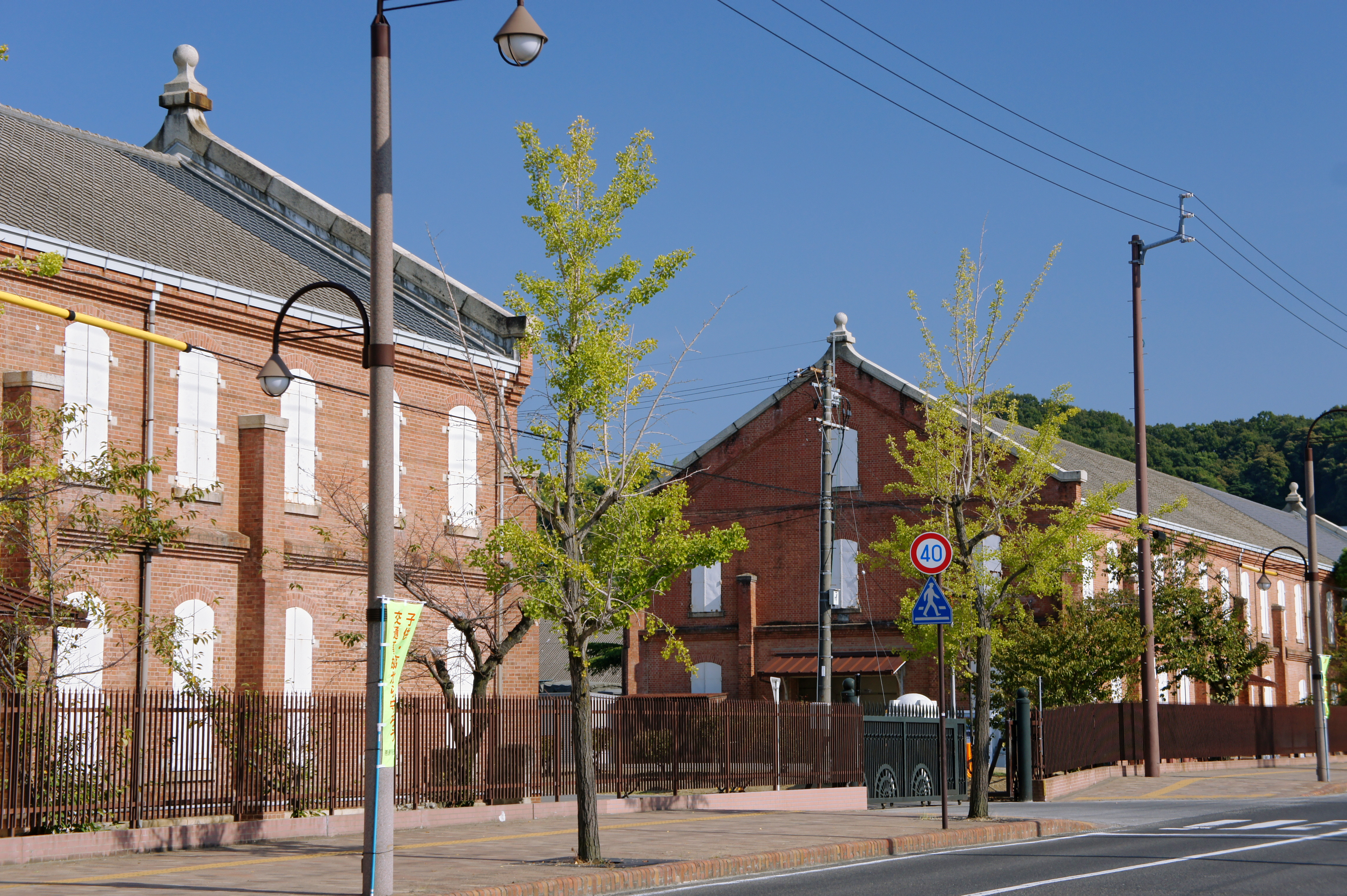
陸上自衛隊善通寺駐屯地

- 警察庁 - 中国四国管区警察学校善通寺庁舎
- 法務省 - 四国少年院
- 法務省 - 善通寺区検察庁
- 厚生労働省 - 日本年金機構善通寺年金事務所
- 国土交通省- 四国地方整備局香川河川国道事務所善通寺国道維持出張所
- 防衛省 - 陸上自衛隊善通寺駐屯地
- 防衛省 - 陸上自衛隊中部方面隊第14旅団司令部（善通寺駐屯地内）
- 防衛省 - 自衛隊香川地方協力本部善通寺地域事務所

### 国立研究開発法人
- 農業・食品産業技術総合研究機構（農研機構）管理本部（西日本管理部善通寺事業場）[6]
- 農研機構西日本農業研究センター四国研究拠点

### 医療機関
- 四国こどもとおとなの医療センター

## 教育

### 大学・短期大学
- 四国学院大学 - 旧日本陸軍第11師団基地跡に立地[2]。

### 高等学校
- 香川県立善通寺第一高等学校
- 尽誠学園高等学校

### 中学校
- 善通寺市立東中学校
- 善通寺市立西中学校

### 小学校
- 善通寺市立中央小学校
- 善通寺市立東部小学校
- 善通寺市立西部小学校
- 善通寺市立南部小学校
- 善通寺市立竜川小学校
- 善通寺市立与北小学校
- 善通寺市立筆岡小学校
- 善通寺市立吉原小学校

### 幼稚園
※ 市立が8、私立が1。

### その他の学校
- 香川県立善通寺支援学校
- 国立病院機構四国こどもとおとなの医療センター附属善通寺看護学校

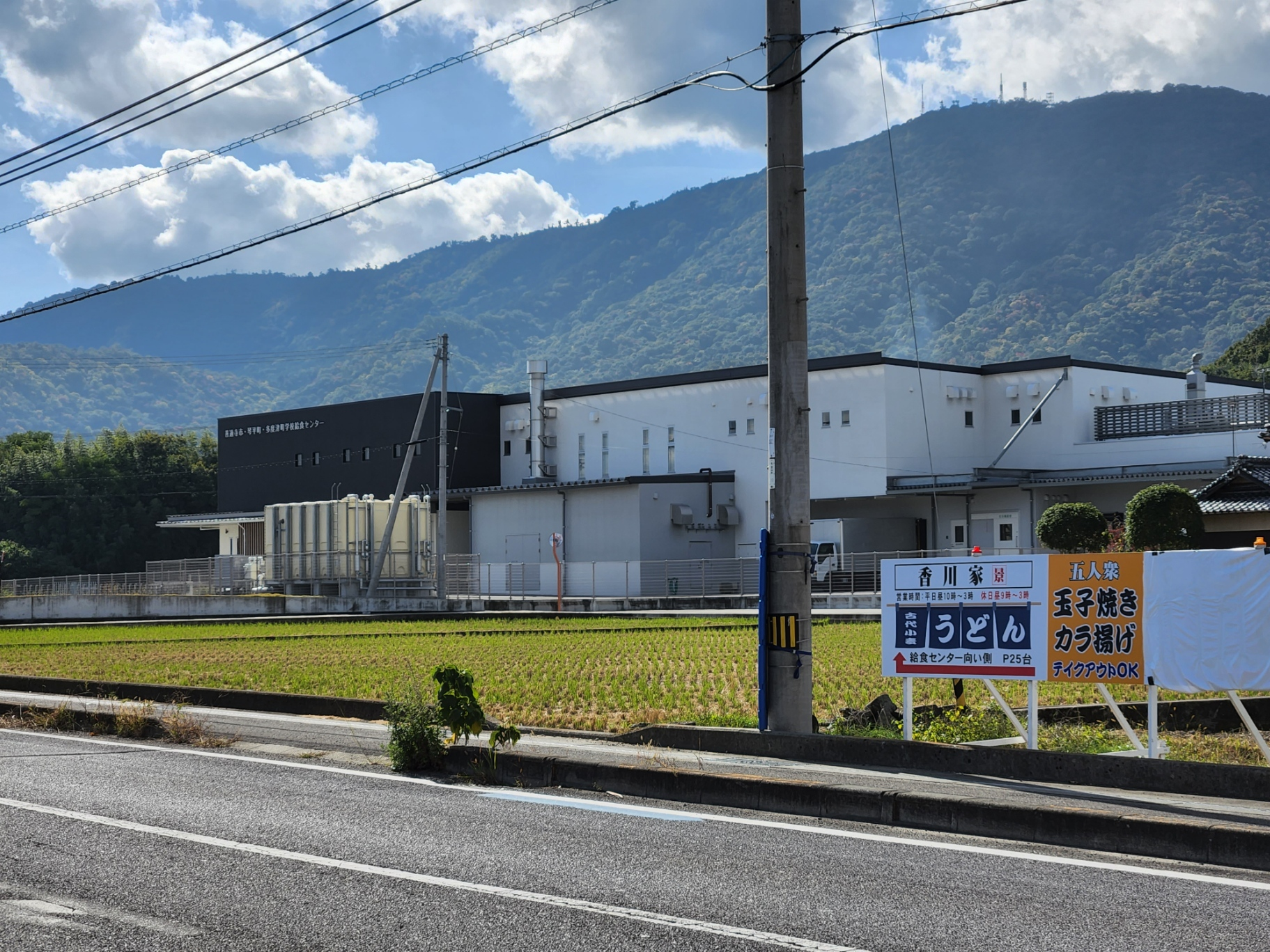
善通寺市・琴平町・多度津町学校給食センター

また、生野町には、善通寺市の他に多度津町・琴平町の学校給食を製造する「善通寺市・琴平町・多度津町学校給食センター」が運営されている。

## 交通

### 鉄道

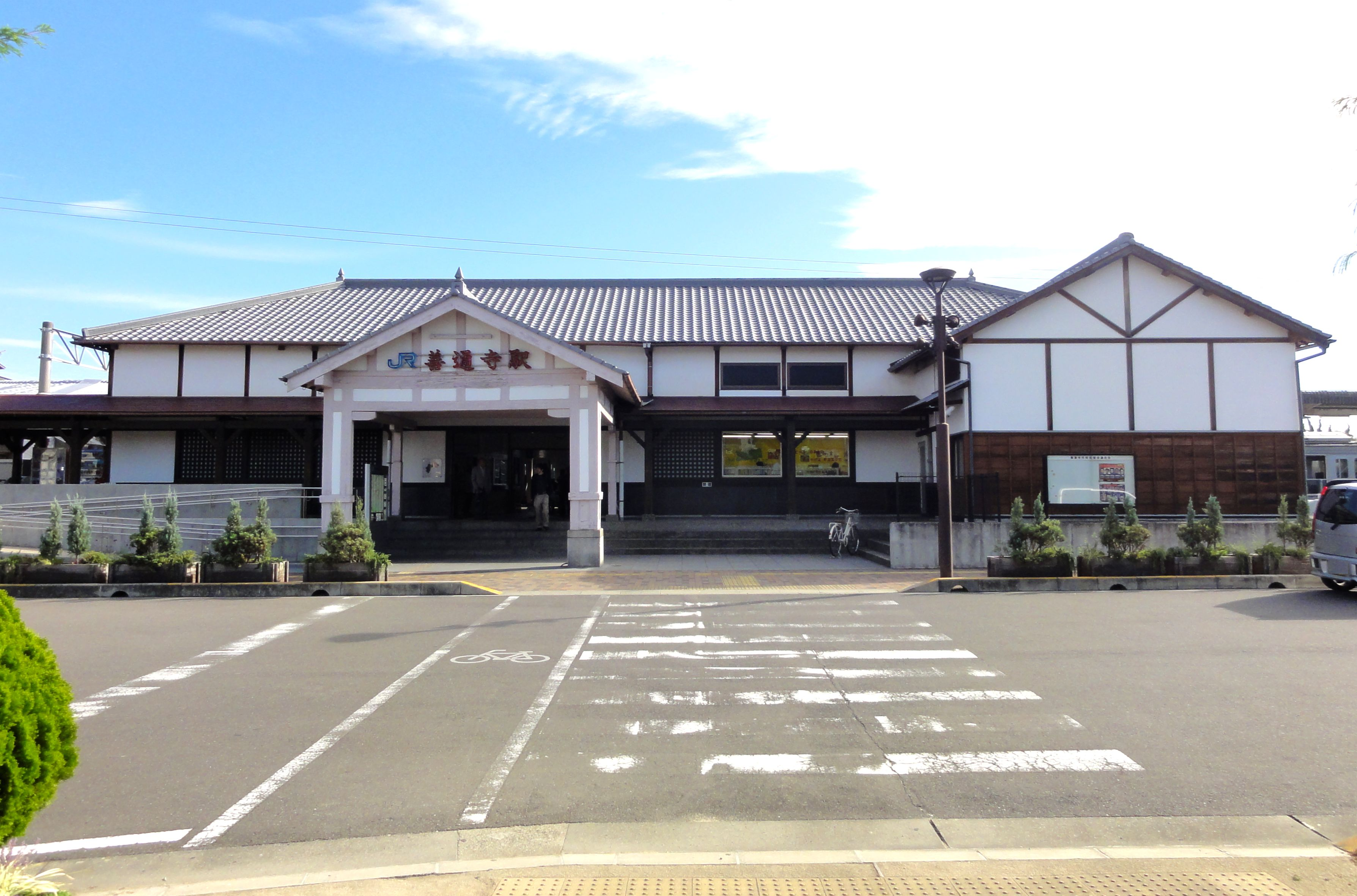
近代化産業遺産に認定されている1889年竣工の善通寺駅

- JR四国土讃線：金蔵寺駅 - 善通寺駅
- 中心となる駅：善通寺駅

### バス
- 琴参バス（丸亀駅－善通寺赤門－琴平駅）
- 善通寺市民バス「空海号」※ 2024年3月31日をもって廃止され、乗合サービス「チョイソコぜんつうじ」へ移行[7]
- 三豊市コミュニティバス

### 道路

#### 高速道路
- E11高松自動車道

(3) 善通寺IC

#### 一般国道
- 国道11号
- 国道319号

#### 県道
- 主要地方道
  - 香川県道4号丸亀三好線
  - 香川県道18号善通寺府中線
  - 香川県道22号善通寺綾歌線
  - 香川県道24号善通寺大野原線
  - 香川県道25号善通寺多度津線
  - 香川県道33号高松善通寺線
  - 香川県道47号岡田善通寺線
  - 香川県道48号善通寺詫間線
  - 香川県道49号観音寺善通寺線
- 一般県道
  - 香川県道199号炭所西善通寺線
  - 香川県道200号まんのう善通寺線
  - 香川県道206号原田琴平線
  - 香川県道208号大麻琴平買田線
  - 香川県道209号善通寺停車場線
  - 香川県道212号多度津善通寺線
  - 香川県道217号西白方善通寺線

### 船舶
- 海上に面しておらず、船舶交通は市内にはない。

## 市外局番
全域が0877（丸亀MA）。

## 名所・旧跡・観光スポット・祭事・催事

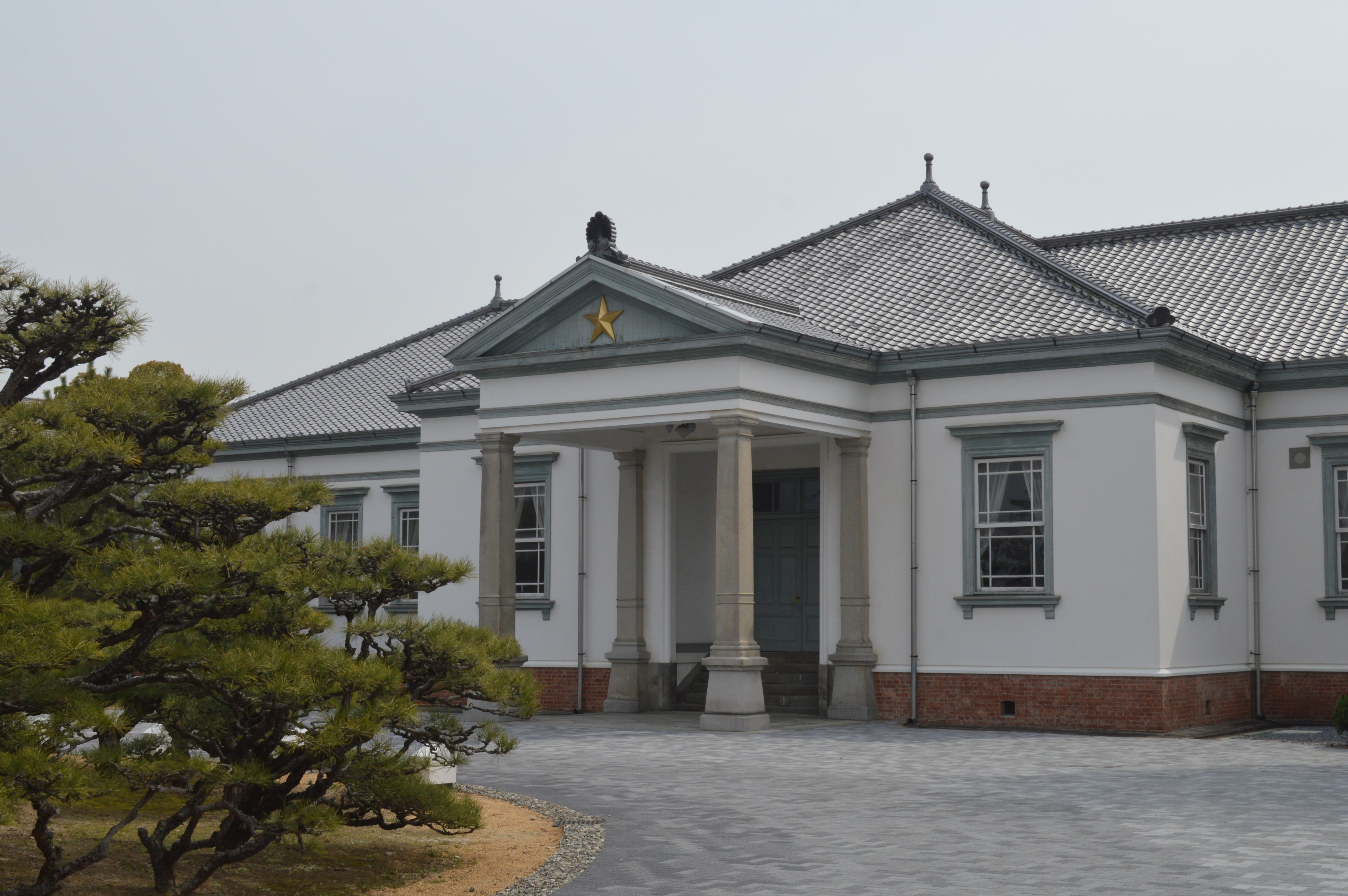
旧善通寺偕行社

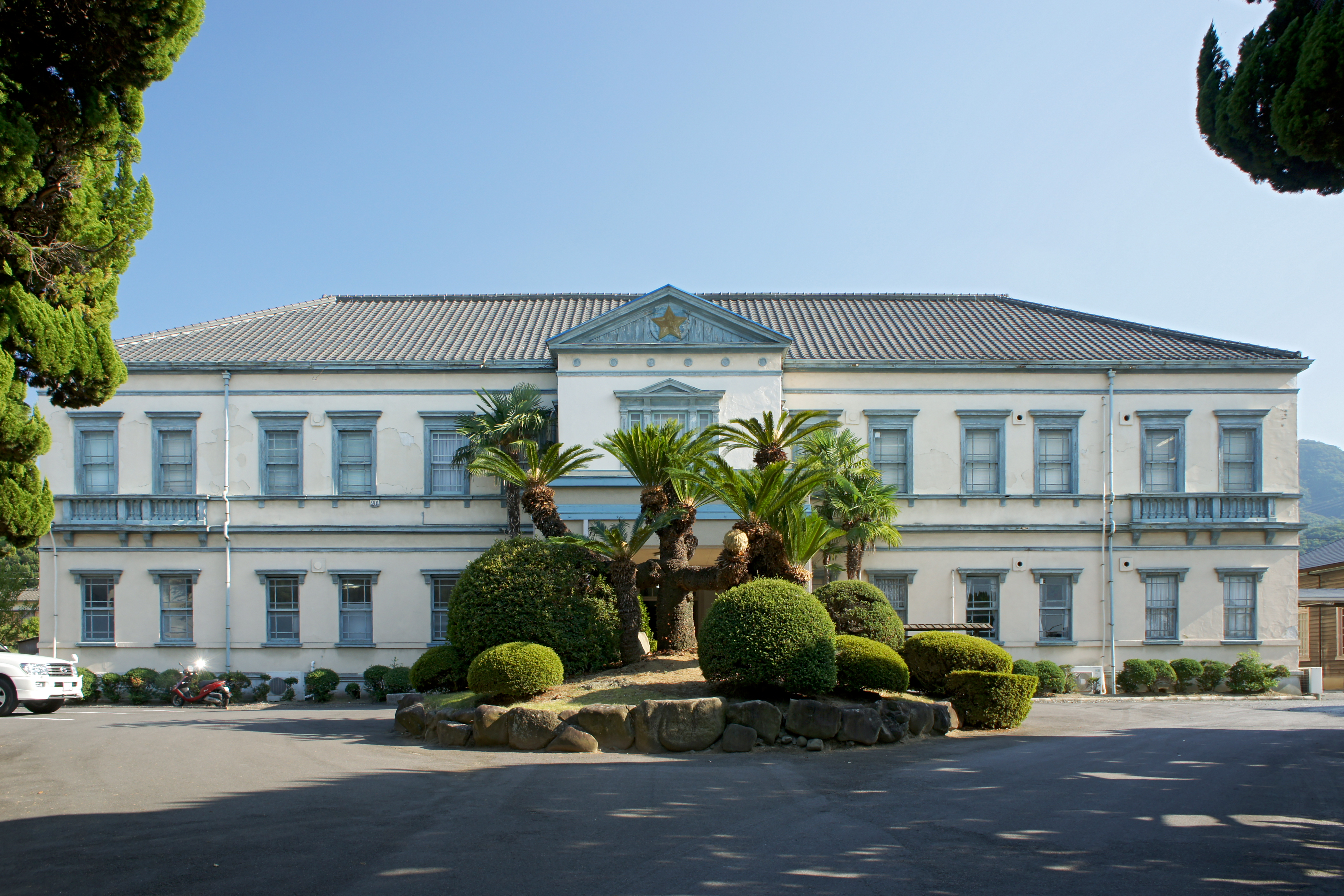
善通寺駐屯地資料館 乃木館

- 旧善通寺偕行社 - 国の重要文化財。2001年（平成13年）6月指定。
- 善通寺市立郷土館
- 善通寺市立美術館
- 有岡古墳群
- 灸まん美術館
- 善通寺駐屯地資料館 乃木館 - 乃木希典（第11師団の初代師団長）の資料館。
- 天霧城跡（中世の香川氏居城）国の史跡。
- 香川縣護國神社（讃岐宮）
  - 乃木神社
- 仲村城跡(景政神社)
- 木熊野神社

### 四国八十八箇所霊場

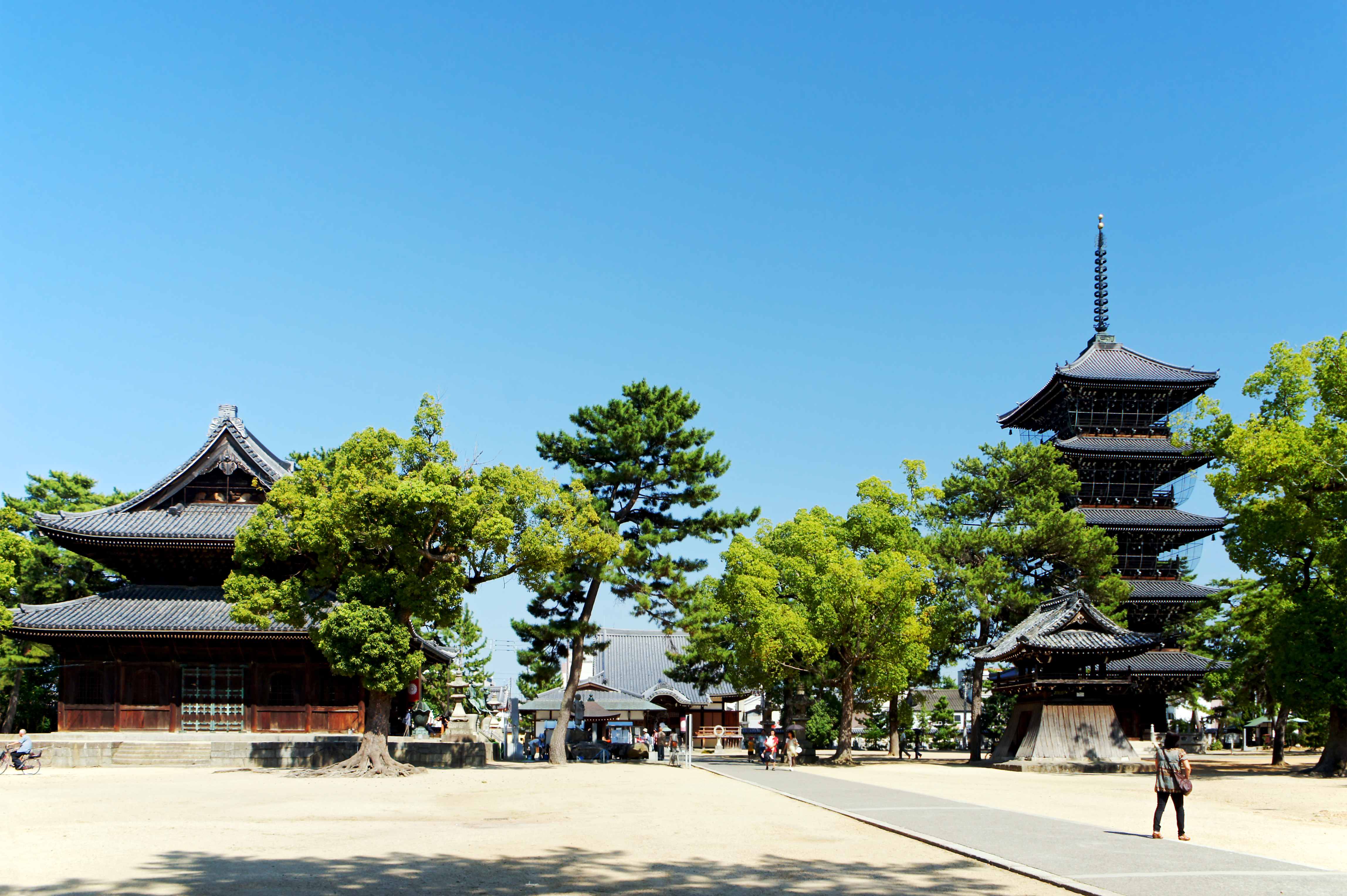
善通寺

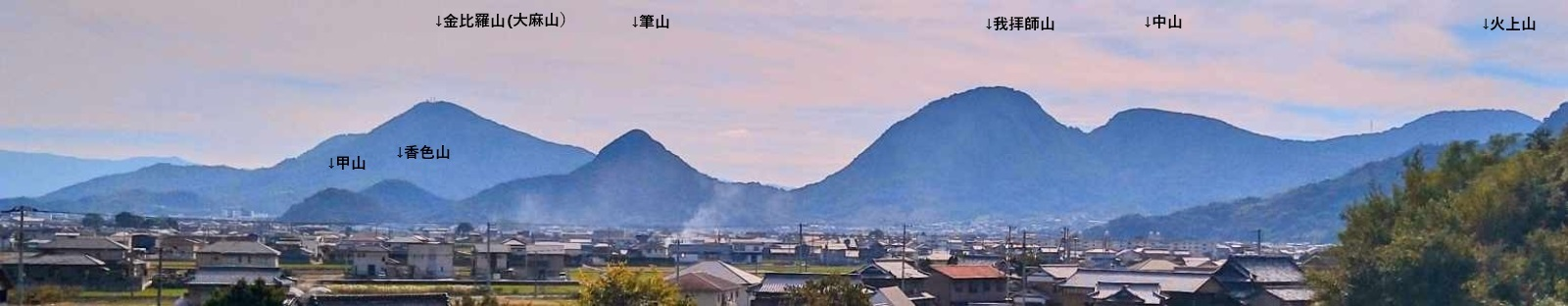
善通寺市の山

- 第72番札所 曼荼羅寺
- 第73番札所 出釈迦寺
- 第74番札所 甲山寺
- 第75番札所 善通寺 - 空海生誕地
- 第76番札所 金倉寺

## 著名な出身者

### 政治
- 山下芳生（参議院議員）

### 経済
- 黒瀬與重郎（大地主、資産家、香川県多額納税者、旧姓・高田）
- 和納勉（クイック創業者・元社長兼グループCEO）

### 学術
- 岸田秀（心理学者）
- 高木孝詮（法学者）
- 濱田博司（分子生物学者、医学者）

### 文化・芸能
- 結城貢（料理研究家）※ 生まれは旧満州の旅順
- 高畑淳子（女優）※ 育ちは高松市
- 池毅（作曲家）
- 宮武東洋（写真家）
- 佐竹明咲美（フリーアナウンサー）

### スポーツ
- 上田誠仁（山梨学院大学陸上競技部監督）
- 筒井修（元プロ野球審判員／野球殿堂入り）
- 朝風新一郎（元大相撲力士）
- 希善龍貴司（元大相撲力士）
- 山下和樹（バスケットボール選手）
- 中山樹（バスケットボール選手）
- 木村吉光（プロボクサー）

### 歴史上の人物
- 空海（弘法大師）
- 円珍（智証大師）